# Ickwell
Ickwell, est un hameau anglais du Central Bedfordshire.
Lors du recensement de 2011 sa population s'élève à 298 habitants.
Ickwell fait partie de la paroisse civile de Northill. 